# Аркадије Новоторжески
Аркадије Новоторжески († око 1077) - православни монах, ученик и сарадник Јефрема Новоторжског. У Руској православној Цркви, поштован је међу светима.

## Биографија
Јефрем Новоторжески је служио код кнеза Бориса. Када је Свјатополк Проклети убио Бориса, монах Јефрем је отишао на север Русије и у граду Торжоку (познатом као Нови Торг) основао „храм за дочек странаца“ (тј. туђинаца).
Касније, на обалама реке Тверце, монах Јефрем је заједно са Аркадијем подигао храм, а потом и манастир у име светих мученика кнезова Бориса и Глеба. Служба Аркадију Новоторжеском (сачувана у списима 17.-18. века) каже да је у младости примио монашки постриг у манастиру Светог Јефрема од самог преподобног монаха и овде је духовно растао, подражавајући свог ментора. Сахрањен је на трему на западним вратима Саборне цркве Бориса и Глеба Новоторжског манастира Бориса и Глеба.
Канонизација Светог Аркадија Новоторжског за локално поштовање се очигледно догодила 1584-1587, када је свети Јефрем канонизован као локално поштован светац.
11. јула 1677. године, по благослову митрополита новгородског и великолучког Корнилија, под архимандритом Новоторшког манастира Евстатија, извршено је свечано откривање нетљених моштију преподобног Аркадија Новоторжског.
21. јула 2019. године, Борисо-Глебском манастиру у Торжоку, честице моштију Светог Аркадија Новоторжског поклонио је Патријарх московски и све Русије Кирил.
Крајем 17. века, поштовање Преподобног Аркадија Новоторжског спојило се са поштовањем преподобног Аркадија Вјаземског († 1592), појавиле су се иконе са натписом „Преподобни Аркадије, Вјаземски и Новоторшки Чудотворац“.
Традиција уједињења Аркадија Новоторжског и Аркадија Вјаземског манифестовала се укључивањем имена Аркадија Новоторжеског и Вјаземског у Саборну цркву Смоленских светаца, основану 1984. године.